# Ichneumon discolor
Ichneumon discolor är en stekelart som beskrevs av Gmelin 1790. Ichneumon discolor ingår i släktet Ichneumon och familjen brokparasitsteklar. Inga underarter finns listade i Catalogue of Life.